# Johann Trollmann
Johann Wilhelm Trollmann (Wilsche, Império Alemão , 27 de Dezembro de 1907 – Neuengamme, Alemanha nazista, 9 de Fevereiro de 1943) , também conhecido por "Rukeli", foi um boxeador alemão cigano da etnia sinti.

## Biografia

### Carreira
Apelidado como "Rukeli" (do romani "ruk" = árvore), iniciou sua carreira na segunda metade da década de 1920, mas tornou-se famoso em seu país no final daquela década. Seu estilo caracterizava-se por movimentos curtos, semelhantes a um "ballet". Jovem e carismático, era especialmente apreciado por suas fãs que, com frequência, aglomeravam-se em torno dele no final de suas lutas, rapidamente tornou-se um símbolo sexual. Em Abril de 1933, sob as ordens de Adolf Hitler, o título de meio-pesado foi contestado e, em 9 de Junho, foi disputado numa luta entre Adolf Witt e Trollmann. Apesar de ter vencido claramente, os juízes nazistas decretaram a luta como "sem resultado". Depois de considerar a indignação do público, oito dias depois, Trollmann foi agraciado com o título, mas por causa de seu "mau desempenho" (provavelmente sob o pretexto de ter chorado de alegria após a vitória) seu título foi novamente contestado. Também por isso, o jornal nazista Völkischer Beobachter classificou-o como "afeminado". Isto forçou-o a lutar, em 21 de Julho, contra Gustav Eder. Nesta luta foi proibido de mover-se do centro do ringue, sob pena de perder sua licença de lutador. Trollmann, que chegou a este encontro com seu cabelo pintado de loiro e com o corpo coberto com farinha, numa caricatura ariana, foi derrotado em cinco rodadas porque não ofereceu nenhuma resistência para envergonhar a Alemanha nazista. 

### Perseguição
A perseguição racial do III Reich contra os roma (ciganos) da etnia sinti interrompeu sua carreira. Com o regime nazista exercendo sua autoridade de forma cada vez mais vigorosa, os sinti receberam status igual ao dos judeus em 1938, e a esterilização compulsiva passou a ser a única forma de evitar ser condenado a um campo de concentração. Temendo por sua vida e, para proteger sua filha e sua esposa (não-sinti), aceitou a esterilização e divorciou-se.
Em 1939 foi convocado pela Wehrmacht, e lutou na frente Oriental. Foi ferido em 1941, retornando para a Alemanha. A Gestapo prendeu-o em Junho de 1942, e foi aprisionado no campo de concentração de Neuengamme. Tentou passar despercebido, mas o comandante do campo, que havia sido um oficial de boxe antes da guerra, o reconheceu. Foi então usado como treinador para as tropas durante as noites. O comitê de prisioneiros decidiu ajudá-lo, já que sua saúde deteriorava. Sua morte foi forjada e ele foi transferido ao campo adjacente de Wittenberge com uma identidade falsa. 

### Morte
O ex-astro foi logo reconhecido e os prisioneiros organizaram lutas pelas quais ele recebia um pouco mais de comida. Derrotou Emil Cornelius, um ex-criminoso e odiado kapo (prisioneiro que gozava de privilégios). Cornelius logo procurou vingança humilhando-o e obrigando-o a realizar trabalhos pesados por todo o dia. Até que, exausto, Trollmann foi atacado por ele e morto a golpes de pá. 

## Reconhecimento

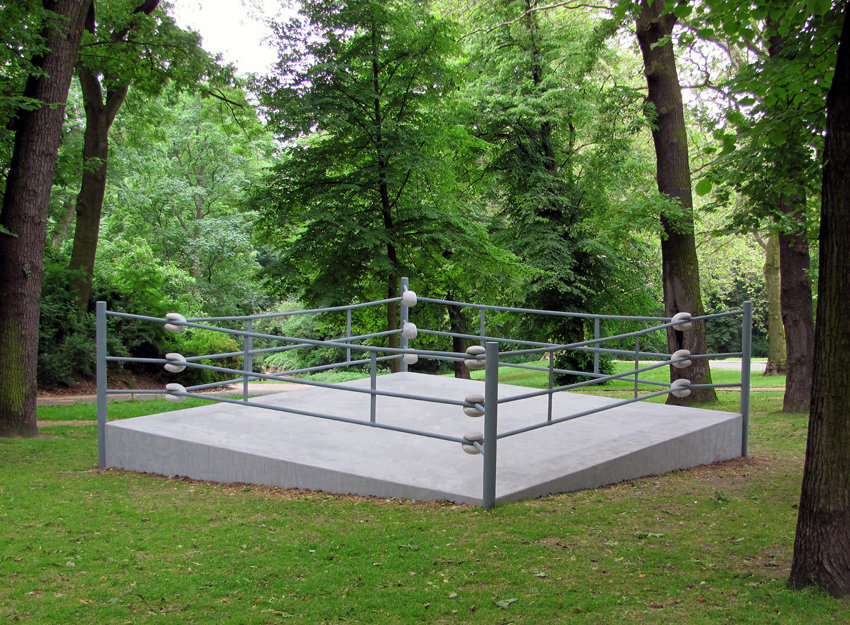
Memorial "9841" no Viktoriapark (Berlim).

Em 2003, a federação de boxe alemã decidiu reconhece-lo oficialmente como vencedor do campeonato de 1933. Membros de sua família, incluindo sua filha Rita Vowe e seu sobrinho-neto Manuel Trollmann receberam seu cinturão e ele foi postumamente listado oficialmente como campeão alemão dos meio-pesados.
Em 9 de Junho de 2010, aniversário de sua luta pelo campeonato, o artista alemão Bewegung Nurr ergueu o memorial temporário "9841" no Viktoriapark de Berlim para homenagea-lo. O memorial foi também apresentado no ano seguinte em Hannover e Dresden em 2012 por seis semanas. O título refere-se ao número usado por ele na prisão. O curta-metragem alemão Rukelie, de 2006, dramatiza a história de Johann "Rukeli" Trollmann.

## Imagens

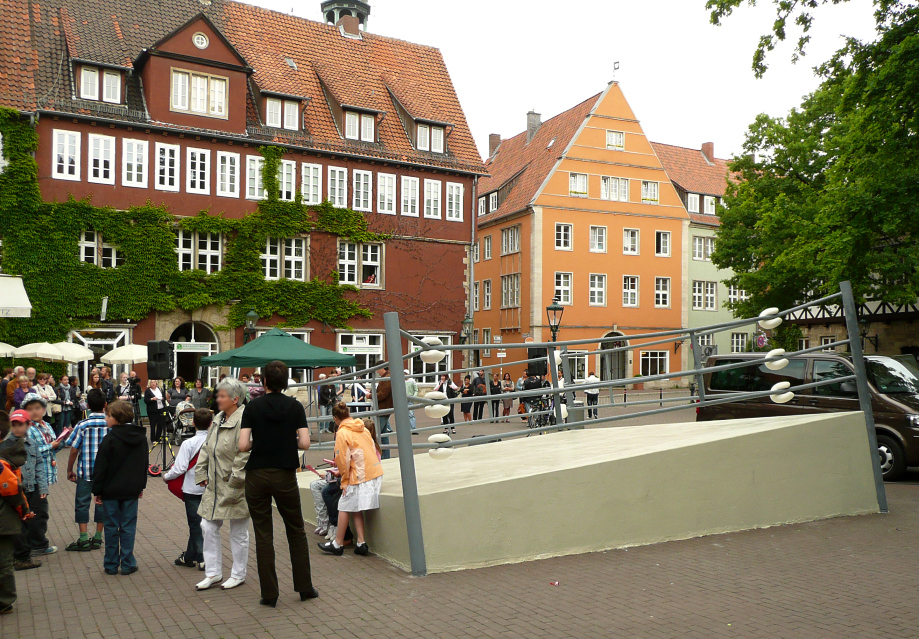
Memorial "9841" em Hannover.
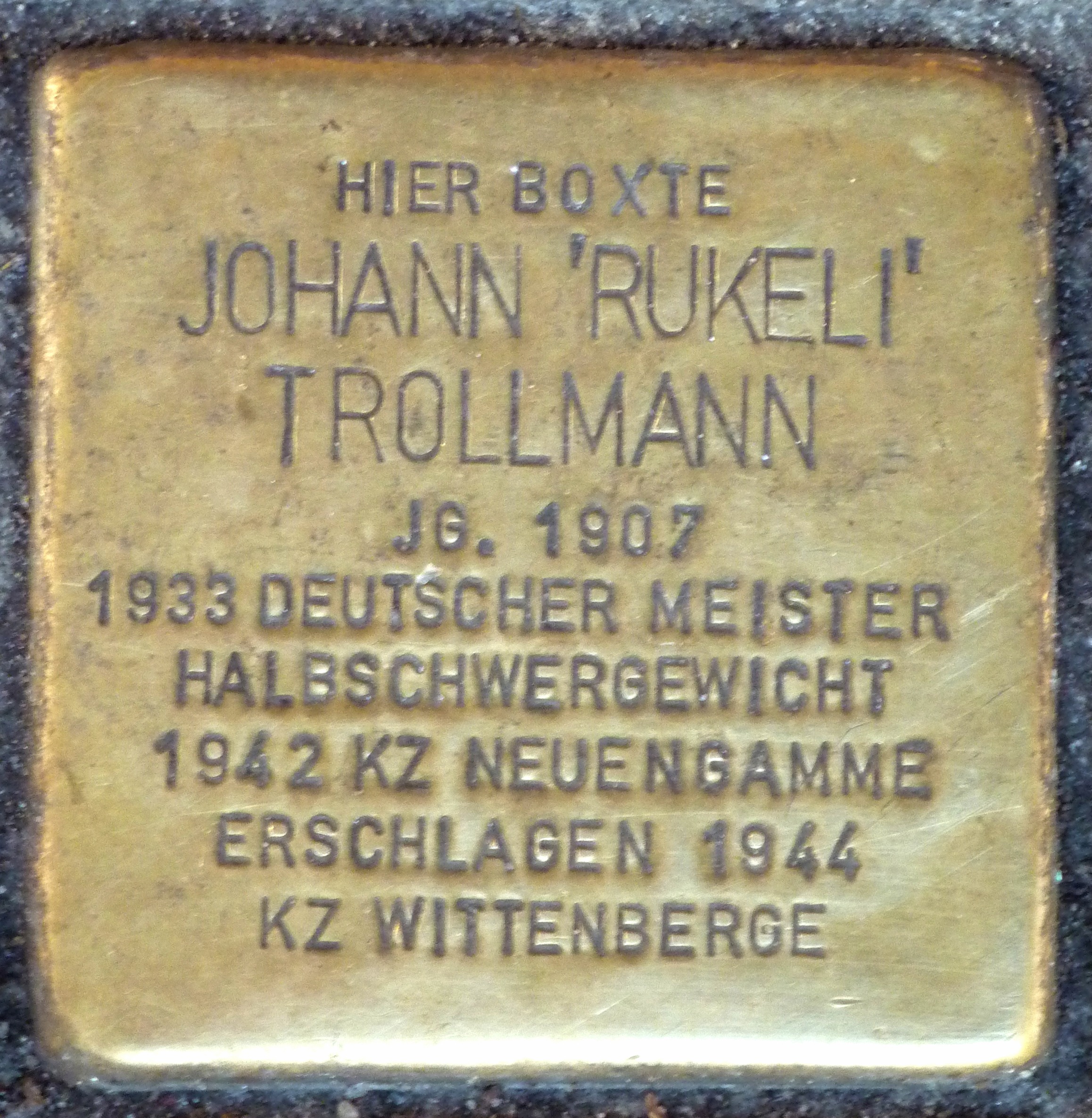
Placa instalada no chão (stolpersteine) em sua memória, no teatro da Schulterblatt 71, Hamburgo.
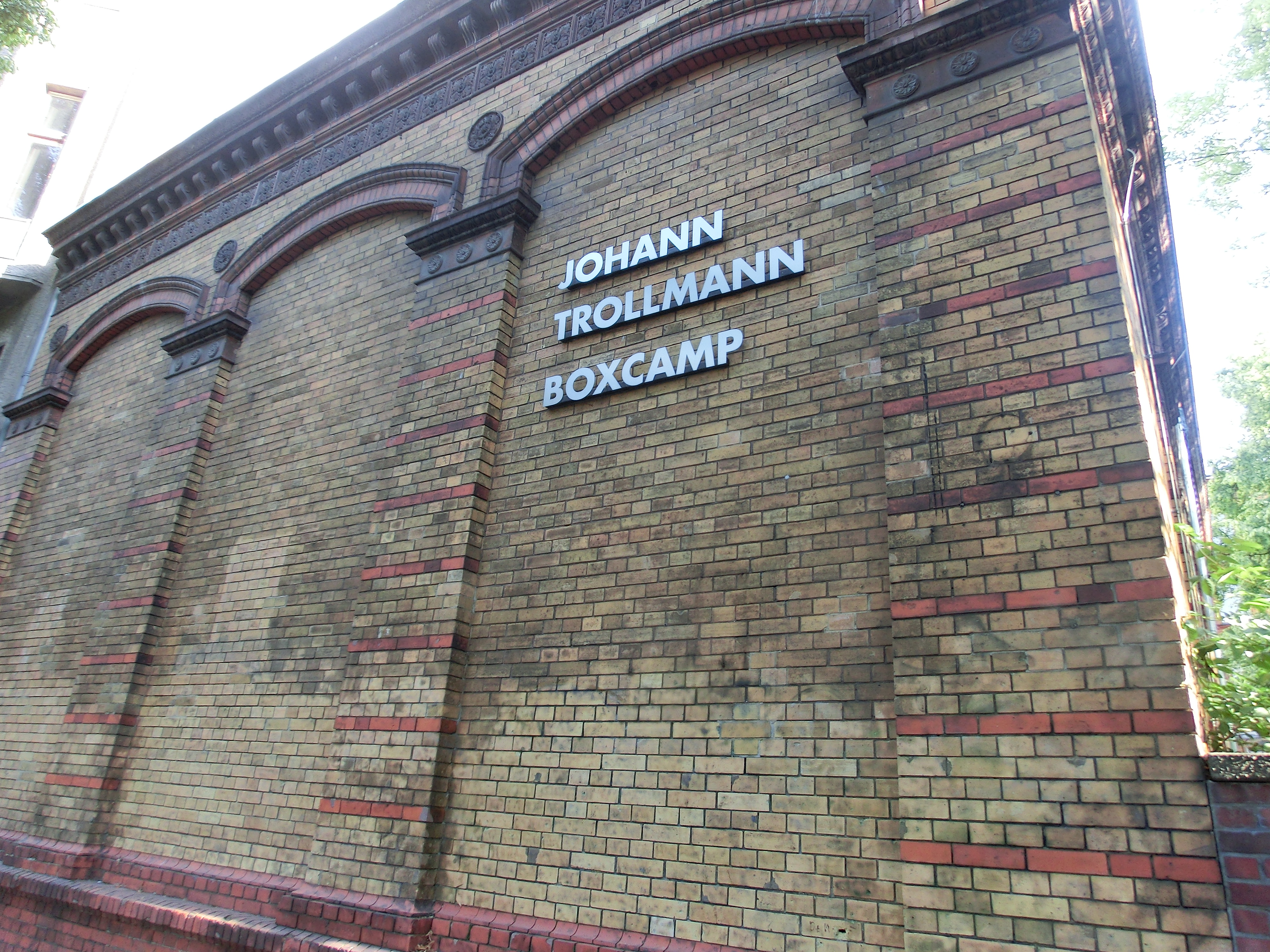
Fachada do campo de treinamento Johann Trollmann em Berlim…
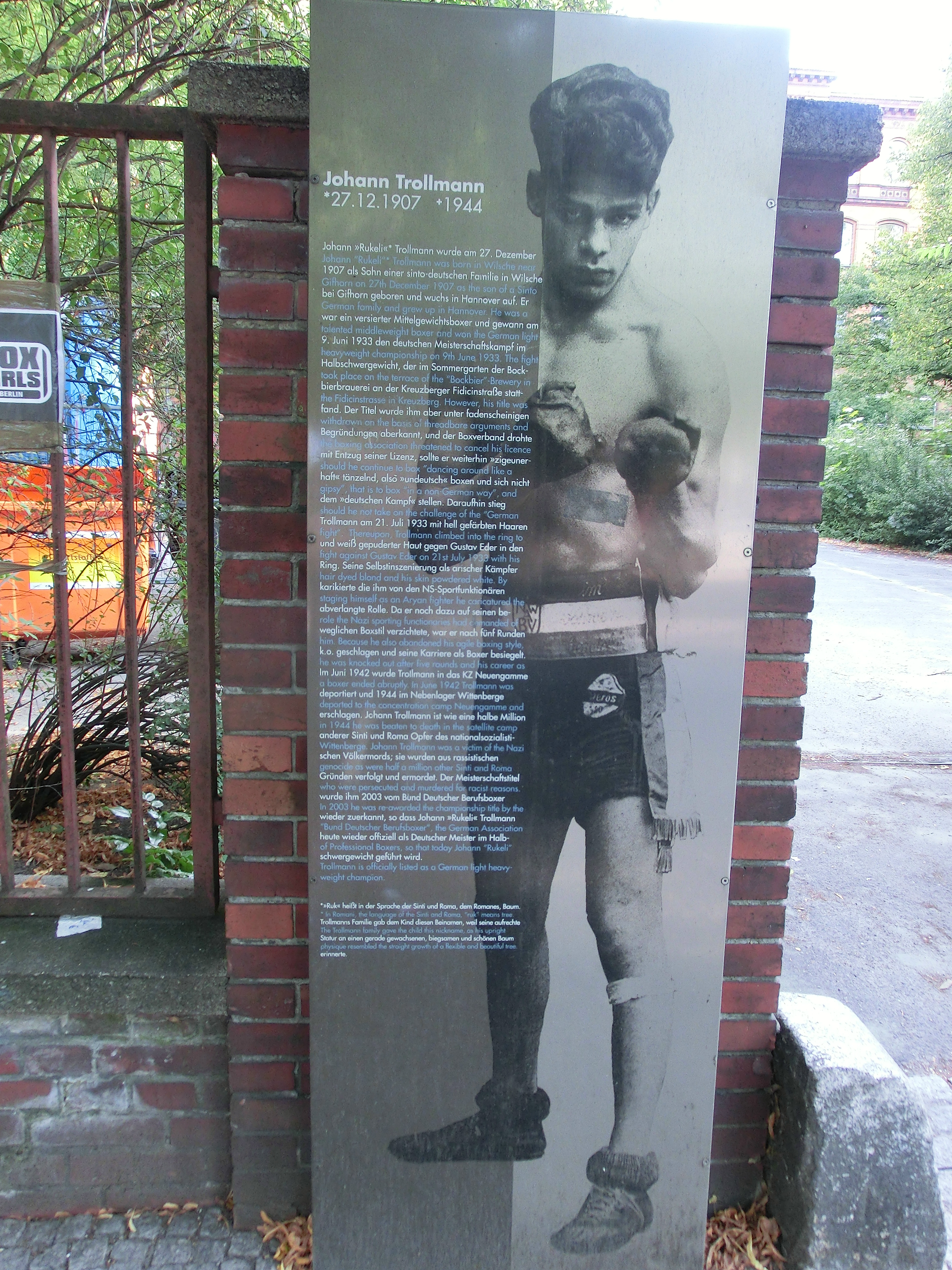
…e o memorial para Johann Trollmann em frente ao campo.